# Elektrownia jądrowa Civaux

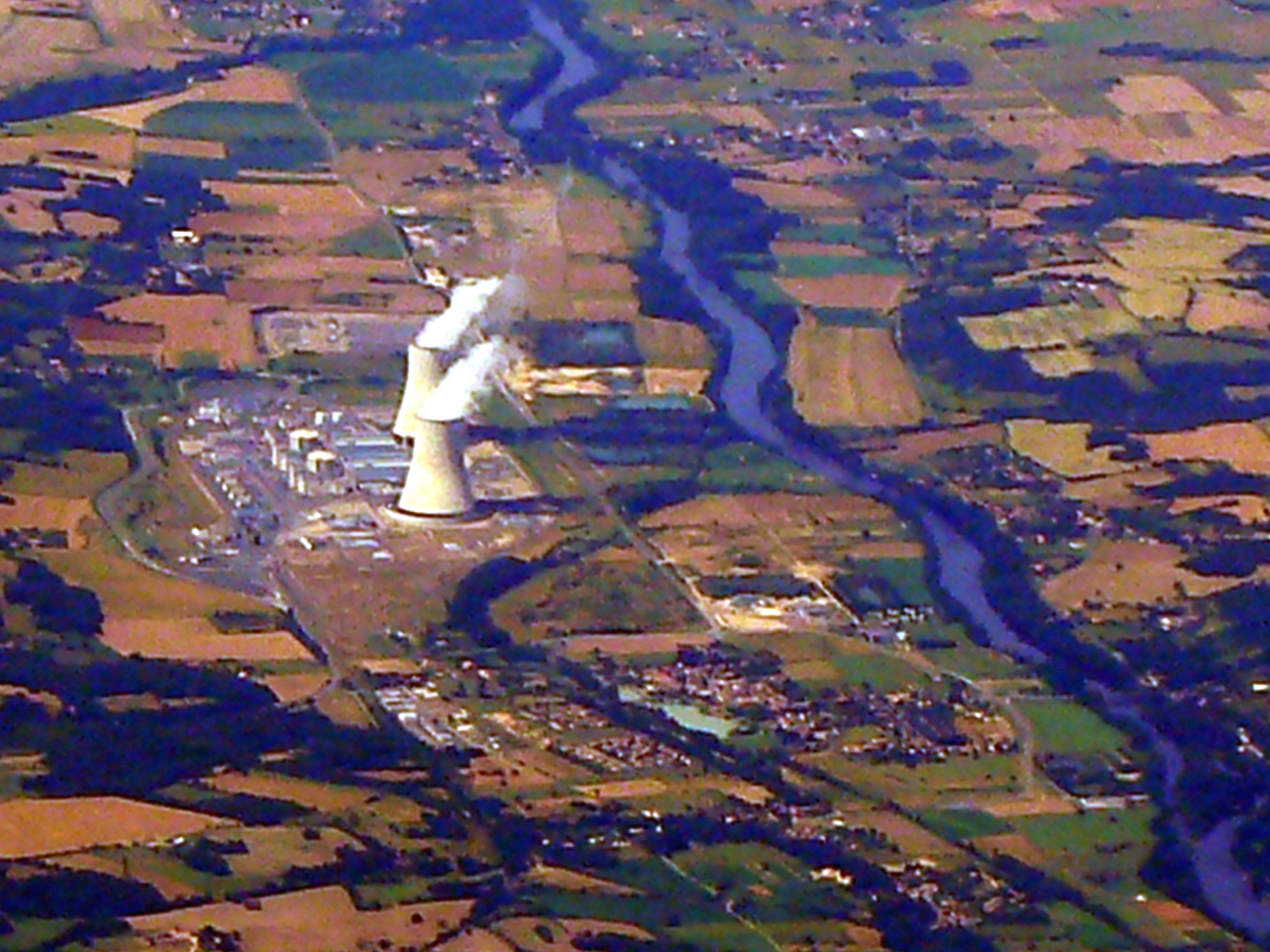
Elektrownia jądrowa Civaux, rok 2008

Elektrownia jądrowa Civaux (fr. Centrale nucléaire de Civaux) – francuska elektrownia jądrowa położona koło miejscowości Civaux, nad rzeką Vienne. Posiada dwa reaktory.
W 2004 zatrudniała 692 osoby. 
Wieże chłodnicze elektrowni mają 180 metrów wysokości i są najwyższymi we Francji.

## Reaktory
| Nazwa bloku | Typ reaktora      | Producent / Dostawca | Właściciel            | Operator              | Rozpoczęcie budowy   | Stan krytyczny    | Włącz. do sieci | Działanie komercyjne | Moc elektr. netto (MW) | Moc elektr. brutto (MW) | Moc termiczna (MW) |
| ----------- | ----------------- | -------------------- | --------------------- | --------------------- | -------------------- | ----------------- | --------------- | -------------------- | ---------------------- | ----------------------- | ------------------ |
| Civaux-1    | PWR (N4 REP 1450) | Framatome            | Électricité de France | Électricité de France | 15 października 1988 | 29 listopada 1997 | 24 grudnia 1997 | 29 stycznia 2002     | 1495                   | 1561                    | 4270               |
| Civaux-1    | PWR (N4 REP 1450) | Framatome            | Électricité de France | Électricité de France | 1 kwietnia 1991      | 27 listopada 1999 | 24 grudnia 1999 | 23 kwietnia 2002     | 1495                   | 1561                    | 4270               |